# ヒエンクラート
ヒエンクラート（タイ語: เหียงกราด タイ語発音: [hǐaŋ.kràːt] ヒアン・クラート; 学名: Dipterocarpus intricatus）はフタバガキ科フタバガキ属の高木の一種である。インドシナに見られ（参照: #分布）、表面に襞状となった翼のある萼つきの果実が特徴である（参照: #特徴）。

## 記載
ヒエンクラートはフランスの植物学者ルイ・ピエール（Louis Pierre）により当時フランスの保護国であったカンボジアで採取され、1874年にイギリスの植物学者ウィリアム・ターナー・シセルトン＝ダイヤーにより新種記載された。種小名とされた intricatus はラテン語で〈入り組んだ〉を意味する。Smitinand, Vidal & Hô (1990:44) によればこの記載に用いられたホロタイプ（正基準標本）はフランスの国立自然史博物館に所蔵されているとあるが、実際にはイギリスのキュー植物園に収められている。

## 分布
タイ、ラオス、カンボジア、ベトナムに自生する。

## 生態
ほぼ乾燥落葉林・低地・砂岩の斜面に限って見られ、多年生で、タイでは外菌根との関係性が報告されている（Lee (1998)）。ヒエンクラートの生育地は質・量ともに自生地全体にわたって減少傾向にある（#保全状況も参照）。

## 特徴
落葉高木で樹高20-25（-30）メートルとなり、樹幹は15-20メートル、樹皮は厚く木質で灰褐色、深裂し、傷つけられると大量の含有樹脂を滲出する。枝や托葉は灰色あるいは錆色の星状軟毛に覆われる。
葉は卵形から卵-長楕円形で12-18（-30）×8.5-14センチメートル、基部が円形から心臓形で先端は鈍頭、全縁で表面は凹凸が見られる場合があり、裏面には濃い星状綿毛が見られ、凋落性である。葉脈は二次脈が9-14（-21）対、葉柄は長さ2-3（-4.5）センチメートルで星状綿毛が見られる。
花は花序が束生し12-18センチメートル、しばしば2分岐し、6-8個の花をつけ無柄ないしはほぼ無柄（小花柄は2ミリメートル）である。第一花軸は厚く星状毛があり、第二花軸は細くほぼ無毛である。苞は披針形で2-3センチメートル、有毛だが凋落性である。萼筒は倒円錐状ないしは円筒状で10-12ミリメートルで微軟毛を生じ、5つの波状かつ畳まれた（「扇畳み状」とも形容される）翼があり、大萼片は10-14ミリメートル、小萼片は2-3ミリメートルで微軟毛を生じる。花弁は約30ミリメートル、外側は帯灰色、内側は桃色である。雄蕊は30本で長さ10-14ミリメートル、雌蕊は約10ミリメートル、基部と花柱の上部を除き軟毛が見られる。
果実はほぼ球状で1.5-2×1.6-2センチメートルで無毛、果期の萼は5つの襞つきの翼が萼筒を完全に覆う。大裂片は8-10センチメートル、まばらに有毛か無毛、主脈が1本あるいは基部の脈が3本で両側の脈2本は中央の脈の3分の1しかない。小裂片は0.8-1×0.4-0.6センチメートルである。

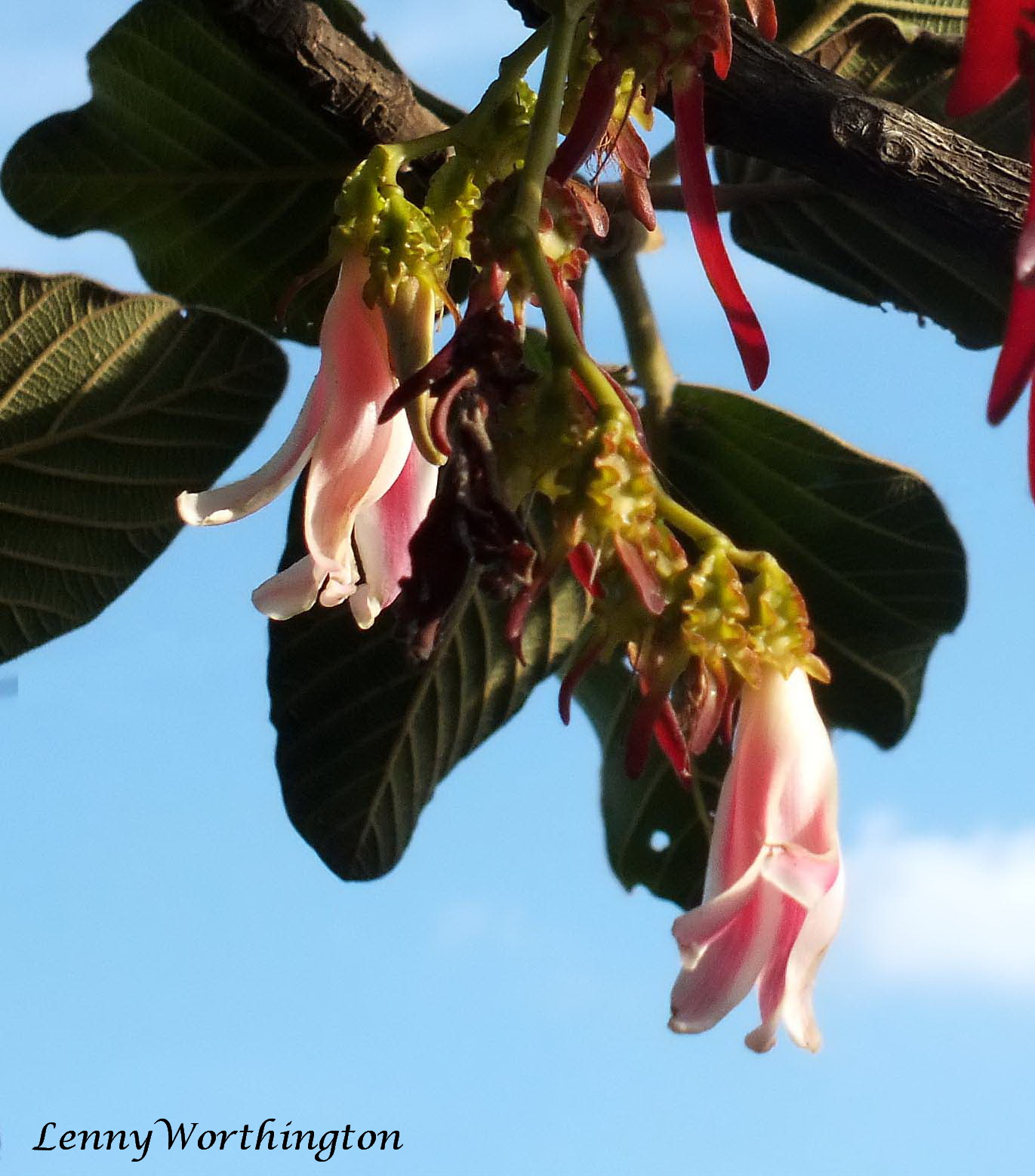
花。2015年9月23日、タイのチャイヤプーム県にて。
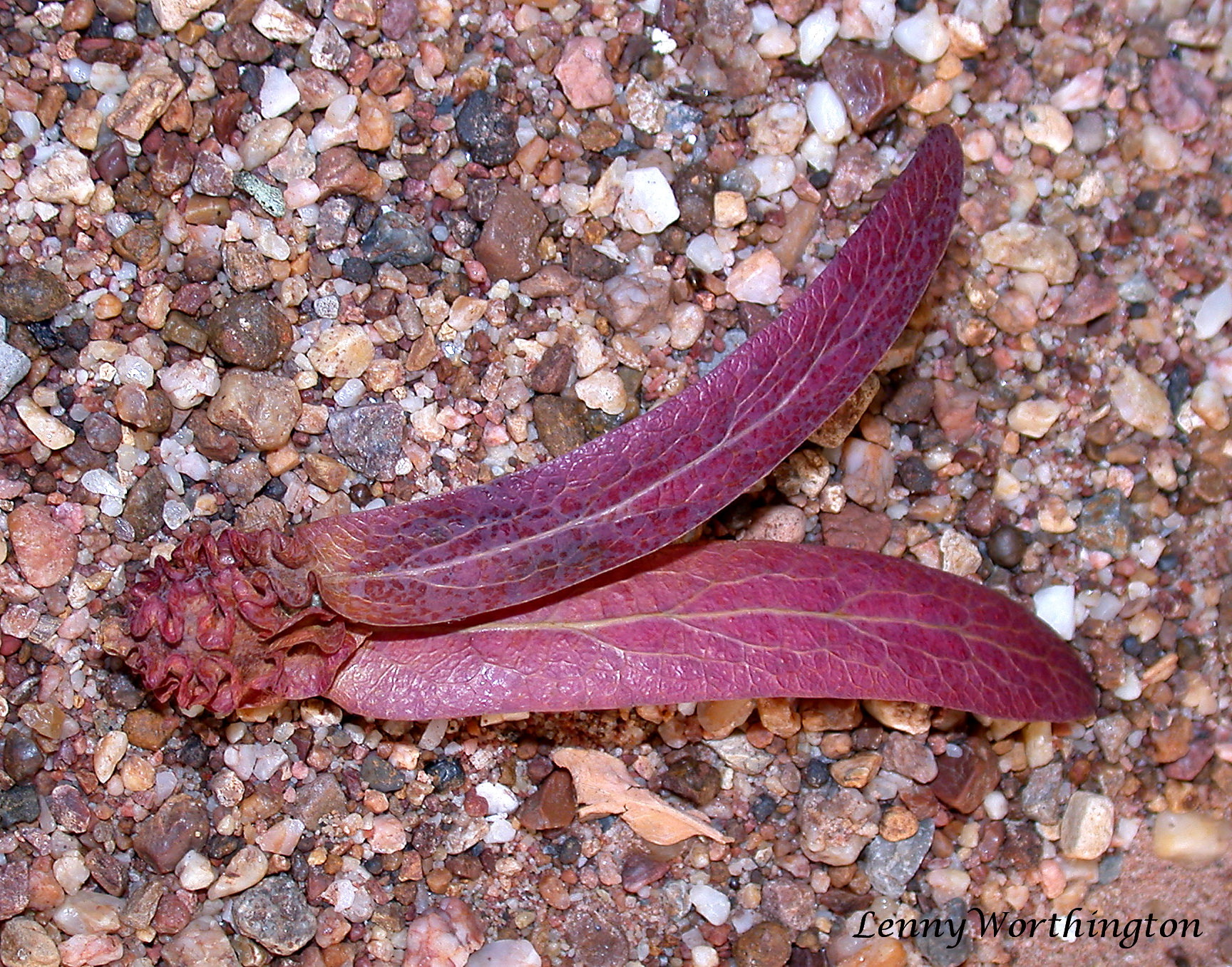
果実。萼筒は扇畳み状。

### 共通点のある種
ヒエンクラートのほかにも萼筒に襞が見られる同じフタバガキ属の種が存在し、それは Dipterocarpus lamellatus Hook.f.、クルインバトゥ（インドネシア語: keruing batu; 学名: Dipterocarpus lowii Hook.f.）、Dipterocarpus pachyphyllus Meijer の3種である。ただし D. lamellatus はボルネオのサバ州南西部、D. pachyphyllus もボルネオの北部や北西部のみでしか確認されておらず、またクルインバトゥもマレー半島（タイ領やミャンマー領地域は含まない）・スマトラ・ボルネオが自生地であり、インドシナのみに自生するヒエンクラートとは全く分布域が被っていない。
なおヒエンクラートの原記載文献である Thiselton Dyer (1874) は当時記載済みの同属の種を形態により複数のグループに分けているが、D. lamellatus やクルインバトゥは果期の萼筒の稜に萼片の縁が沿下してできた二重の翼を持ち、交差的に扇畳み状である「扇畳み状」のグループ（Section 5.―PLICATI）に入れられている一方、新種記載されたヒエンクラートはそちらではなくオオミフタバガキ（Dipterocarpus grandiflorus (Blanco) Blanco）やカンインビュ（Dipterocarpus alatus Roxb. ex G.Don）といった果期の萼筒に翼状の稜が多かれ少なかれ見られる「翼状」グループ（Section 4. ―ALATI）に入れられている。

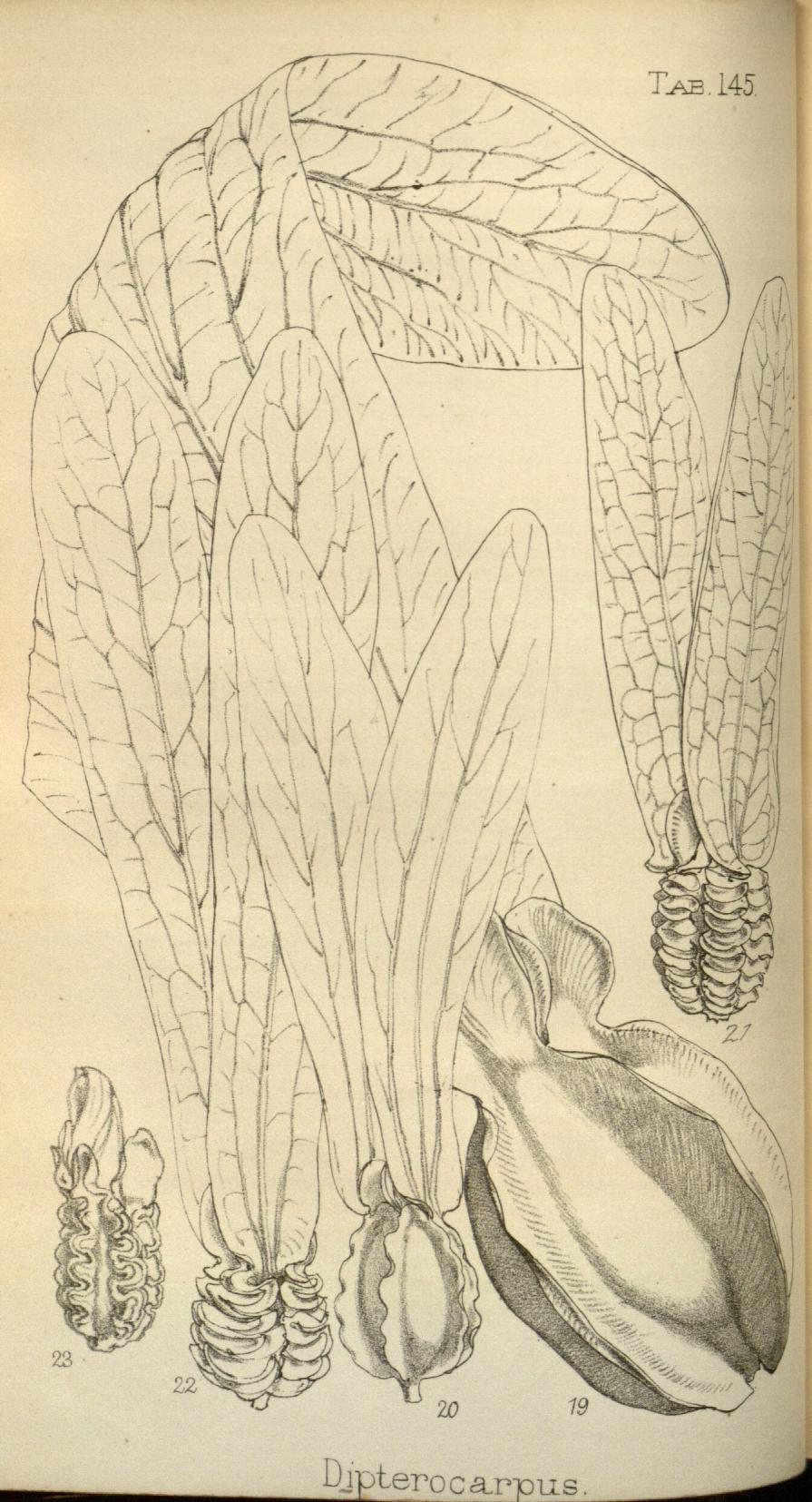
Thiselton Dyer (1874) の図版。21番（右上）: ヒエンクラート。23番（左端）がクルインバトゥ（D. lowii）の蕾、22番（左から2番目）が D. lamellatus の果実、19番（右下）がオオミフタバガキ（D. grandiflorus）の果実。

## 利用
材は赤褐色、縞があり気乾比重0.87、加工は比較的容易である。用途は同属のイン（Dipterocarpus tuberculatus Roxb.）と同じく建築（特に構造）用、船、荷車、農器具、防腐剤注入により重構造用、枕木といったものである。

## 保全状況
ENDANGERED (IUCN Red List Ver. 3.1 (2001))
直近3世代（300年）の間に30-50パーセントの個体数の減少が見られる。この減少傾向は徐々にではあるものの続いていくと見られ、農地拡大のための森林破壊により間接的に引き起こされる生育地の喪失や、ヒエンクラート自体が材木目当てで過剰伐採されていることを原因とするものである。ヒエンクラートの一部は保護区域内に存在するものの、その生育地の保全、そしてその取引・伐採を監視することも推奨されている。

## 諸言語における呼称
タイ:
- タイ語: ยางกราด /jāːŋ kràːt/[15][16] ヤーン・クラート, กราด /kràːt/[15][16] クラート, ตะแบง /tàbɛ̄ːŋ/[15][16] タベーン, สะแบง[15][16] /sàbɛ̄ːŋ/[15][16] サベーン, เหียงกราด[15][16] /hǐaŋ.kràːt/ ヒアン・クラート, กร้าย[16] /krâːj/ クラーイ, จิก[16][注 3] /t͡ɕìk/ チック, ชะแบง[16] /sábɛ̄ːŋ/ サベーン, ซาด[16][注 4] /sâːt/ サート, ตราย[16] /trāːj/ トラーイ, ตาด[16][注 5] /tàːt/ タート, ลาง[16] /lāːŋ/ ラーン, เหียงขน[16] /hǐaŋ.kʰǒn/ ヒアン・コン, เหียงน้ำมัน[16] /hǐaŋ.nám.mān/ ヒアン・ナム・マン, เหือง[16] /hʉ̌aŋ/ フアン

ラオス:
- ラーオ語: ສາແບງ ラーオ語発音: [săː.bɛːŋ][17];〔サワンナケート方言〕ta rai[18]

カンボジア:
- クメール語: ត្រាច クメール語発音: [traːc][19]

ベトナム:
- ジャライ語（Jarai; 別名: Jörai）: rö mui[18]
- ベトナム語: dầu lông[18][20], dầu trai[18][21]